# Ornithomimoidea
De Ornithomimoidea zijn een groep theropode dinosauriërs die behoort tot de Ornithomimosauria.
Een superfamilie Ornithomimoidea werd impliciet benoemd door Othniel Charles Marsh toen deze in 1890 de Ornithomimidae benoemde. De eerste die de naam werkelijk gebruikte was Zhao in 1983.
Een eerste definitie als klade werd in 1999 gegeven door Paul Sereno: de groep bestaande uit de laatste gemeenschappelijke voorouder van Shuvuuia en Ornithomimus en al zijn afstammelingen. Sereno was er zich op dat moment niet van bewust dat Zhao de naam eerder gebruikt had. In Sereno's terminologie van die tijd werden alle soorten die meestal tot de Ornithomimosauria werden gerekend onder de noemer Ornithomimosauridae gebracht en had hij dus een naam nodig voor de iets ruimere groep die ook de Alverezsauridae bevatte; nog ruimer was zijn klade Ornithomimosauria. Tegenwoordig heeft Sereno Ornithomimosauria echter veel nauwer geherdefinieerd, zodat hij de term Ornithomimoidea als zijnde overbodig verlaten heeft omdat die anders, ondanks de uitgang van een superfamilie, buiten de Ornithomimosauria zou vallen; de overeenkomstige klade binnen zijn huidige terminologie is Ornithomimiformes.
Informeel wordt de naam Ornithomimoidea tegenwoordig wel gebruikt voor de Ornithomimosauria minus de meest basale vormen Pelicanimimus, Shenzousaurus en Harpymimus.